# Andiamo a Londra
Andiamo a Londra è un brano del gruppo musicale italiano Bluvertigo, pubblicato nel 2015 come singolo.
È il primo brano inedito del gruppo dal 2001, dopo un periodo di congelamento durato 14 anni e dovrebbe anticipare l'atteso album "Tuono - Tono, Tempo, Suono".

## Il brano
Il brano, presentato al Concerto del Primo Maggio 2015, è stato scritto da Morgan, in collaborazione con Mika e Guy Chambers, autore delle famose hit di Robbie Williams, che ne hanno composto la musica.

## Videoclip
Il videoclip è liberamente ispirato alla performance di Iggy Pop e David Bowie “Fun Time”.

## Tracce
1. Andiamo a Londra - 4:21 (Marco Castoldi - Mika, Guy Chambers)